# Бала, Харадин
Харадин Бала (алб. Haradin Bala, также известный как Shala; 10 июня 1957, Глоговац — 31 января 2018, Глоговац) — солдат Армии освобождения Косова, бывший охранник лагеря «Лапушник» и осуждённый военный преступник.
17 февраля 2003 года он был задержан КФОР и на следующий день передан МТБЮ. 30 ноября 2005 года Бала был признан виновным Международным трибуналом по бывшей Югославии в совершении военных преступлениях и преступления против человечности в отношении сербов и албанцев, которые сотрудничали с сербами во время Косовской войны. Он был приговорён к 13 годам лишения свободы. 14 мая 2008 года он был переведен во Францию, чтобы продолжить отбывать наказание. 9 июня 2013 года освобожден из тюрьмы досрочно. Умер 31 января 2018 года.